# Nototriphora aupouria
Nototriphora aupouria är en snäckart som först beskrevs av Powell 1937.  Nototriphora aupouria ingår i släktet Nototriphora och familjen Triphoridae. Inga underarter finns listade i Catalogue of Life.